# Entheus priassus
Entheus priassus é uma espécie de borboleta  da família Hesperiidae da América Central e do Sul. É um herbívoro especializado nas folhas de Gustavia superba (Lecythidaceae).

## Subespécies
As seguintes subespécies são reconhecidas:
- Entheus priassus priassus (Suriname, Guiana Francesa)
- Entheus priassus pralina Evans, 1952 (Brasil (Espírito Santo)